# William Dunker

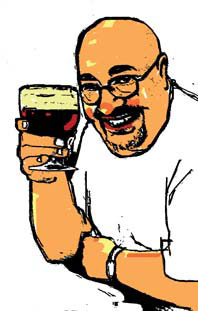
William Dunker

William Dunker, geboren Wilhelm Dünker (Charleroi, 15 maart 1959 – Lodelinsart, 25 juni 2023) was een Belgische zanger die zong in het Waals. Hij was een icoon van de Waalse regionale cultuur.

## Levensloop
Zijn jeugd bracht hij door in de buurt van Gilly en Châtelineau.
In 1985 bracht William Dunker een single uit in het Waals, Todi su'l voye, die vaak op de radio werd gedraaid, zelfs buiten de Waalse uitzendingen om (wat een noviteit was voor liedjes in het Waals). Het nummer werd in 1996 opnieuw uitgebracht op cd en werd een nieuw succes. 
Daarna werkte hij samen met André Gauditiaubois, die zijn tekstschrijver werd, voor een volledig album getiteld Trop tchôd.
In 2001 brachten ze een nieuwe reeks liedjes uit, Ey adon, met professionele muzikanten. In 2002 bracht William Dunker een lied ten gehore met de Corsicaanse band I Muvrini: Erein Eta Joan - D'ji Sènme è Dji M'e Va.
In 2005 werd hij door de minister van Cultuur van de Franse Gemeenschap van België, Fadila Laanan, benoemd tot Ridder in de Leopoldsorde.
Voor 0110 (een gratis populair muziekfestival "voor verdraagzaamheid, tegen racisme, tegen extremisme, tegen zinloos geweld", met concerten die hebben plaatsgevonden in Antwerpen, Brussel, Gent en Charleroi op 1 oktober 2006)  was hij een van de artiesten die optraden in Charleroi.
In 2007 bracht hij een nieuw album Ca va bén uit. Een biografie (Planète Dunker) werd eveneens gepubliceerd in 2007 door Luc Pire. Het is geschreven door Martial Dumont, journalist bij L'Avenir. In 2010 nam hij deel aan ManiFiesta.
Dunker overleed op 25 juni 2023 op 64-jarige leeftijd.

## Filmografie
- 2011: Au cul du loup
- 2012: Franck & Dean

- MusicBrainz: f8db33d6-2495-499a-8689-0c77c2a7316c